# Ahmad Tajuddin
Ahmad Tajuddin (* 4. Juni 1913 in Bandar Seri Begawan; † 4. Juni 1950 in Singapur) war der 27. Sultan von Brunei.

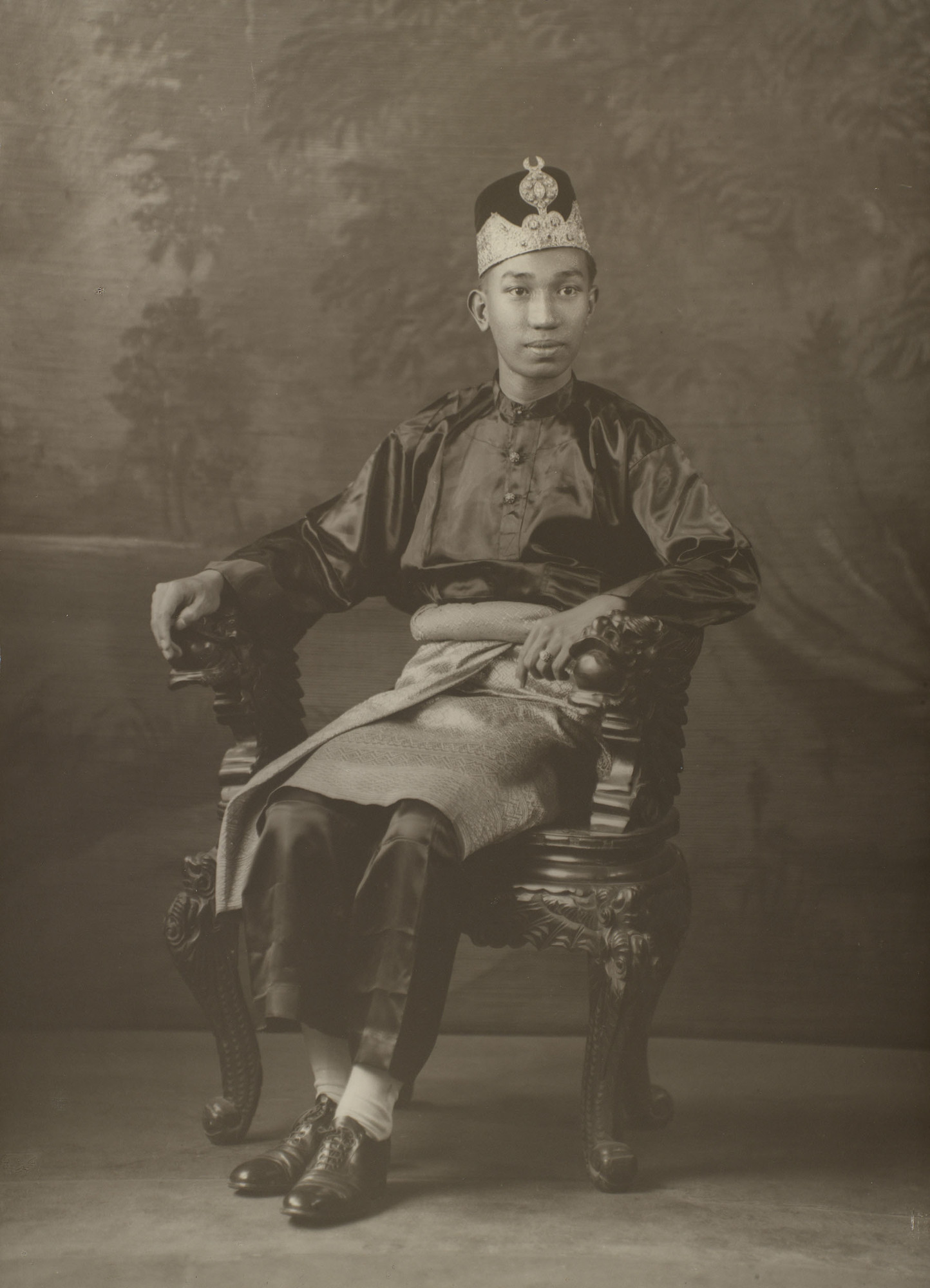
Sultan Ahmad Tajuddin

Ahmad Tajuddi war elf Jahre alt, als sein Vater, der Sultan von Brunei, verstarb. Aufgrund seines geringen Alters wurde ein Regierungsrat gebildet, der sich aus ranghohen Vertretern und Freunden der Regierungsfamilie zusammensetzte. Dieser Regierungsrat hatte die Macht in Brunei bis ins Jahr 1931. Dann war Ahmad Tajuddin 18 Jahre alt und konnte die Regierungsarbeit antreten. Gleich im ersten Jahr seiner Herrschaft besuchte er England. Dort knüpfte er Freundschaften und besuchte das Vereinigte Königreich noch viele weitere Male.
Als die Japaner im Zuge des Zweiten Weltkrieges Brunei überfielen, wurde Ahmad Tajuddin eine üppige Rente ausgezahlt und er wurde ins Exil geschickt. Für Brunei bedeutete das die Unterwerfung unter den japanischen Kaiser und die erzwungene Verbundenheit zu Hitlers Faschisten in Europa, mit denen sich Japan verbündet hatten. Tajuddin arbeitete während dieser Zeit im Untergrund gegen die japanischen Besatzer. Als die Alliierten ihre Gegner nach und nach besiegten, gelang ihnen auch die Befreiung Bruneis im Jahre 1945. Daraufhin wurde Ahmad Tajuddin von den Eroberern wieder zum Sultan ernannt. Ebenfalls wurde er vom britischen König George VI. für seine Verdienste um die Besiegung der Japaner zum Ritter geschlagen. Damit war er einer der ersten nicht-britischen Menschen, wenngleich Brunei unter britischer Vorherrschaft stand, dem diese Ehre erwiesen wurde. 
Ahmad Tajuddin verstarb am 4. Juni 1950 an seinem 37. Geburtstag an einer inneren Blutung in Singapur, als er gerade auf dem Weg war, eine weitere Englandreise anzutreten. In seinem Amt als bruneiischer Sultan wurde er durch Omar Ali Saifuddin III. ersetzt, der bis 1967 in Brunei herrschen sollte. Ahmad Tajuddin war einige Male verheiratet. Seine erste Ehelichung fand 1933 statt, als er zwanzig Jahre alt war und die Tochter des Sultans von Selangor heiratete. Aus dieser Ehe stammte eine Tochter. Er heiratete noch drei weitere Male und zeugte insgesamt drei weitere Kinder.